# Policía del Estado Miranda
El Instituto Autónomo de Policía del Estado Miranda (IAPEM/ Polimiranda) es un cuerpo de policía venezolano con jurisdicción en el Estado Bolivariano de Miranda, ubicado al centro norte de ese país suramericano. Administrativamente depende del Gobierno del Estado Miranda que la mantiene adscrita a la Secretaría de Seguridad y Orden Público del Estado, bajo la figura jurídica de un Instituto Autónomo regional.

## Historia
La necesidad de disponer de un órgano responsable por el mantenimiento del orden público y por la seguridad de las personas y sus propiedades conllevó el 25 de julio de 1811, a escasos 20 días de la firma del Acta de la Independencia, a la creación del Tribunal de Policía por parte de la Junta Patriótica, presidida por Don Antonio Landí. Es así como nace en el país la institución policial con una concepción social muy elevada.
Pero ocurre que una vez concluida la empresa de la libertad y hasta la instauración del sistema democrático de 1958, la organización policial permaneció relegada en un estado de pobreza social y bajo la conducción de mandos inexpertos.
A partir de 1958, empieza la tarea de organización y modernización de los cuerpos policiales del país, asignándoles, en el segundo decenio de esta nueva etapa, a las Fuerzas Armadas de Cooperación la responsabilidad de comandar la Policía Uniformada.
La apertura de la Policía de Miranda surgió el 1 de septiembre de 1909, oportunidad en la que a través  del Decreto del Presidente del Estado, General Benjamín Arriens Urdaneta y la Resolución del Presidente del Consejo Municipal del Distrito Lander, señor Ramón Gámez, se crean las Fuerzas Armadas Policiales del Estado Miranda.
En Los Teques, el funcionamiento de este cuerpo de seguridad y orden público se inició el 13 de febrero de 1927, encontrándose constituido por efectivos regulares del Ejército, dependientes de la Infantería y de la Caballería.
En cada Comandancia de Distrito existían para entonces un miembro del Concejo Municipal, denominado Diputado de Policía quién se encargaba del régimen disciplinario de los Agentes.
Años después, ocurre la segunda reorganización de la Policía del estado, el 8 de diciembre de 1972, cuando por Resolución del Ministerio de Relaciones Interiores se crea la Policía del Estado Miranda (PEM), con jurisdicción en todo el territorio de esta entidad.
Desde esa fecha se inicia el proceso de transformación más importante de la institución, bajo la conducción de oficiales de las Fuerzas Armadas de Cooperación, fortalecida por las primeras promociones de Oficiales de Policía formados en escuelas, empeñados en perfeccionar su organización, sistematizar su funcionamiento y profesionalizar el recurso humano que la integra. 
La PEM funcionó por veinticuatro años  hasta que se concretó una reestructuración que llevó a la creación de una organización policial más independiente y adaptada a los cambios de la sociedad moderna, es así como nació El Instituto Autónomo de Policía del Estado Miranda el 15 de mayo de 1996, tras un proceso administrativo, operativo y funcional, que comenzó el 1 de enero de ese mismo año, dirigido hacia la consolidación de una organización actualizada, bien equipada y con un personal adiestrado en la función policial y de servicio a la comunidad. 
Desde sus inicios y hasta los actuales momentos se han trazado y aplicado políticas acorde con las exigencias de la ciudadanía,  en búsqueda de garantizar la seguridad que requieren los mirandinos. Apegados a trabajar más allá de la acción de calle, y dirigidos a la prevención del delito en una labor conjunta con las comunidades, cuyos integrantes tienen un papel protagónico ejerciendo su contraloría social y participando directamente; al tener presente  que la seguridad es un compromiso de todos.
Adaptándose a esos  patrones que requiere la población, nos orientamos a ser una institución modelo de policía con visión de excelencia, con tecnología de vanguardia y talento humano, eficaz, ético, disciplinado y con vocación social, para propiciar la participación ciudadana en los programas desarrollados en el estado Miranda, con la misión de garantizar el mantenimiento del orden público, la seguridad de las personas y sus bienes, preservando los derechos humanos y promoviendo políticas comunitarias y estrategias sociales de prevención, enmarcadas en la Constitución de la República Bolivariana de Venezuela y demás leyes.

## Símbolos

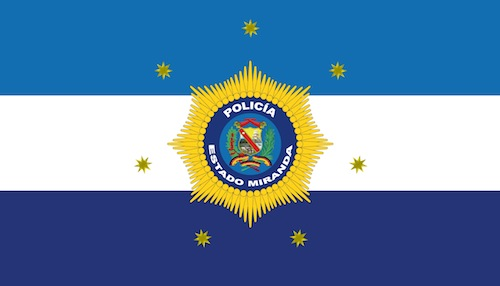
Estandarte

El Escudo de Armas de la Policía del Estado Miranda es el adoptado por el Cuerpo con ocasión de la celebración del Décimo Quinto Aniversario de su personificación como Instituto Autónomo Estadal, celebrado el 18 de mayo de 2011 y tiene las siguientes características: Campo semicircular y cinturado; cuartelado de tres, medio partido y cortado; con borduras de azur y oro, que representan conocimiento y lealtad. El primer cuartel de aurora con un árbol de enebro, símbolo del corazón incorruptible; el segundo de sinople con un leopardo rampante en natural, representación de valor, esfuerzo y disciplina, y en el tercero, en natural, montañas que se adentran en el mar representando firmeza, estabilidad, constancia y dominio así como los diferentes ámbitos territoriales que resguarda la Institución. Sobre la bordura azur, al pie, el lema “iustitia et value” (justicia y valor) en plata; sobre la bordura oro, al jefe, una flor de lis en gules, símbolo de honor. Bajo la punta, una guirnalda de laureles, símbolo de victoria y gloria, y siete frutos que representan las siete regiones policiales en que se organiza territorialmente la Institución. Sostienen el escudo, a la derecha, veintiuna espigas que representan los municipios que conforman el Estado Bolivariano de Miranda y, a la izquierda, una pica, una lanza y tres flechas, que simbolizan las armas con que el Cuerpo defiende la seguridad del Estado. La rama de laurel, las espigas y las armas están entrelazadas por una cinta con los colores de la bandera del Estado con la siguiente inscripción en sable: “Instituto Autónomo Policía del Estado Miranda, 1996”.
El Estandarte de la Policía del Estado Miranda es el adoptado por el Cuerpo con ocasión de la celebración del Décimo Quinto Aniversario de su personificación como Instituto Autónomo Estadal, celebrado el 18 de mayo de 2011 y lo constituye un paño rectangular dividido en tres franjas horizontales de igual proporción, la superior será azul, la central blanca y la inferior azul muy oscuro; al centro, entre el tercio inferior de la franja superior y el tercio superior de la franja inferior, la placa de pecho usada por nuestros efectivos, rodeada por siete rosas marinas en oro dispuestas en forma de heptágono. El blanco de la franja central del estandarte representa la seguridad, la paz, la bondad y la unidad como atributos de la sociedad mirandina que la Policía del Estado persigue y protege. El azul de las franjas superior e inferior, simboliza la honestidad, la integridad, la sabiduría, la lealtad, la justicia, la integración con la comunidad y la autoridad con los cuales la Policía del Estado Miranda encara con orgullo y ahínco la protección integral de su comunidad. Las siete rosas marinas que rodean al escudo central simbolizan las siete regiones policiales en que tradicionalmente se ha organizado la prestación del servicio policial así como el arraigo y cercanía de la Institución con las comunidades del Estado Bolivariano de Miranda.
El Himno de la Policía de Miranda evoca el sentido de responsabilidad, la esencia del quehacer policial y los valores que cada policía debe asumir frente al ejercicio de su carrera. Su música y letra es autoría del agente Oscar Ramón Venegas.

## Misión y Visión
MISIÓN:
Velar por la seguridad de las personas y sus bienes, así como por el mantenimiento de la moralidad, salubridad, tránsito y circulación vial, el orden público, garantizando a la ciudadanía el pleno disfrute de los derechos y garantías constitucionales establecidas en la constitución de la República en todo el territorio del Estado Bolivariano de Miranda.
VISIÓN:
Ser una institución policial de carácter preventivo, de referencia nacional por el respeto a los derechos y garantías constitucionales de los ciudadanos y la excelencia de sus servicios, impulsora de procesos de participación dirigidos hacia el logro de una comunidad solidaria y corresponsable para la obtención de mejoras en su calidad de vida.

## Objetivos
- Establecer y coordinar las políticas de seguridad dentro del territorio del Estado, fijar las prioridades de la entidad en las materias de su competencia y la ejecución de las mismas.
- Organizar y prestar servicios de Policía del estado Miranda.
- Instrumentar la aplicación del régimen disciplinario, que se dicte, a los efectivos policiales.
- Instrumentar el reglamento que se dicte sobre ascenso y premiación de los efectivo policiales.
- Instrumentar el régimen de mejoras sociales y económicas que contemplen el reglamento interno del instituto.

## Directores-Presidentes
- 1996:  Comisario General Hermes Rojas Peralta
- 2004:  Comisario General David Eloy Colmenares
- 2006:  Comisario General Wilmer Flores Trosel
- 2007:  Comisario General Joel Felipe Reyes Escalona
- 2008:  Comisario General Elisio Antonio Guzmán Cedeño
- 2017:  General de División Regulo Argotte Prieto
- 2022 - Actual Comisario General (CPNB) José Luis García Pinto

## Estructura
La Policía posee un director nombrado y bajo la autoridad del Gobernador del Estado Miranda, 7 direcciones de línea que son:
- Recursos Humanos
- Administración
- Comunicaciones y Relaciones Institucionales
- Sala Situacional
- Policía Vial
- Academia de Policía
- Operaciones

Además, en pro de estar más cerca y cumplir con las solicitudes de las comunidades en forma inmediata, se encuentra dividida actualmente en nueve (09) Centros de Coordinación Policial:
- Centro de Coordinación Policial Número 1: municipios Guaicaipuro, Carrizal y Los Salias
- Centro de Coordinación Policial Número 2: municipios Cristóbal Rojas, Urdaneta y Tomás Lander
- Centro de Coordinación Policial Número 3: Municipios Independencia, Paz Castillo y Simón Bolívar
- Centro de Coordinación Policial Número 4: municipio Acevedo
- Centro de Coordinación Policial Número 5: municipios  Páez, Andrés Bello y Pedro Gual
- Centro de Coordinación Policial Número 6: municipios  Brión y Eulalia Buroz
- Centro de Coordinación Policial Número 7: municipios Plaza y Zamora
- Centro de Coordinación Policial Número 8: municipios Sucre, Chacao
- Centro de Coordinación Policial Número 9: municipio Baruta y El Hatillo

## Base legal
Según la Constitución de Venezuela de 1999 debe existir a nivel de toda la república la Policía Nacional de Venezuela y adicionalmente, cada estado federal tiene la competencia exclusiva de organizar su propio cuerpo de Policía autónomo en concordancia a la ley nacional respectiva (art 164), lo mismo que los municipios. La actual policía se rige por una ley sancionada por la antigua Asamblea Legislativa del estado Miranda (Ahora llamada Consejo Legislativo) del 8 de mayo de 1996.